# Forrest Landis
Forrest Landis (Palm Beach, Flórida, 9 de agosto de 1994) é um ator norte-americano. É mais conhecido por seu papel nos filmes Doze é Demais, Doze é Demais 2 e Plano de Voo. Tem uma irmã chamada Lauren Landis.

## Filmografia
| Filmes    | Filmes               | Filmes            | Filmes     |
| Ano       | Filme                | Papel             | Notas      |
| --------- | -------------------- | ----------------- | ---------- |
| 2008      | Spy School           | Thomas Miller     |            |
| 2005      | Doze é Demais 2      | Mark Baker        |            |
| 2005      | Plano de Voo         | Rhett Loud        |            |
| 2005      | A Chave Mestra       | Martin Thorpe     |            |
| 2005      | Péssimos Hábitos     | Kevin             |            |
| 2003      | Doze é Demais        | Mark Baker        |            |
| Televisão |                      |                   |            |
| Ano       | Título               | Papel             | Notas      |
| 2007      | The ½ Hour News Hour |                   | 1 episódio |
| 2005      | Weeds                | Max               | 1 episódio |
| 2005      | LAX                  |                   | 1 episódio |
| 2005      | ER                   | Christopher Shore | 1 episódio |

## Prêmios e indicações
| Ano  | Resultado | Premiação          | Indicação             | Filme           |
| ---- | --------- | ------------------ | --------------------- | --------------- |
| 2006 | Indicado  | Young Artist Award | Melhor Performance    | Doze é Demais 2 |
| 2004 | Venceu    | Young Artist Award | Melhor Performance    | Doze é Demais   |
| 2004 | Venceu    | Young Artist Award | Melhor Conjunto Jovem | Doze é Demais   |